# Caprimulgus celebensis
Caprimulgus celebensis е вид птица от семейство Caprimulgidae.

## Разпространение
Видът е разпространен в Индонезия.